# البنك السعودي اليمني
البنك السعودي اليمني بنك في السعودية ويوجد فروع في الرياض ونجران والدمام بالأضافة الى فرع توثيق داخل اليمن. تأسست عام ١٣٢٥ كل من بنك الإتصالات اليمني السعودي المحدود والمصرف اليمني السعودي للتجارة والإستثمار الإنمائي وبنك الإتصالات المتكاملة

## الشركات التابعة
1. البنك السعودي اليمني| سميت باسم     | البنك العام |
| المقر الرئيسي | الرياض      || المنظمة الأم     | مجموعة إس واي بي |
| الهيئات التابعة  | - شركة السعودي اليمني لأعمال وكيل التأمين - شركة الإتصالات السعودية اليمنية اللاسلكية المحدودة - شركة السعودي اليمني للتمويل التأجيري - شركة السعودي اليمني كابيتال - الشركة الوطنية للتكافل - الشركة الوطنية للنقل والشحن الجوي - الشركة العربية لتاجير السيارات والمعدات الثقيلة |
| العلامة التجارية | مجموعة الحلسي المصرفية |
| المنتجات         | مصرفية الأفراد |
| نوع المنشورات    | تويتر |
| مناطق الخدمة     | اليمن والسعودية || المالك          | محمد بن فهد بن عبدالله بن جلوي آل سعود                      |
| المؤسس          | محمد علي السيد                                              |
| المدير التنفيذي | محمد بن تركي بن عبدالله بن عبدالرحمن آل سعود                |
| الرئيس          | محمد بن تري الحستي                                          |
| المدير          | محمد بن عبدالعزيز بن فرحان آل سعود                          |
| الأمين العام    | فيصل بن سعود بن فيصل الجريدي                                |
| العميد          | محمد بن عبدالله بن عبدالرحمن آل سعود                        |
| أهم الشخصيات    | فيصل بن محمد بن عبدالله بن تركي آل سعود (رئيس مجلس الإدارة) |
| الموظفون        | ١٩٠٠٠                                                       || البورصة   | ٣٧٨٩   |
| العائدات  | ٤٦&٤٧  |
| رأس المال | ٤٥%    |
| الأصول    | العقار |تعديل - تعديل مصدري وكالة السعودي اليمني للتأمين التعاوني- تعمل الشركة في تنظيم التأمين التعاوني
2. شركة السعودي اليمني للأسواق والأوراق المالية المحدودة- هذه الشركة تساهم في تطوير أدارة الاصول الأستثمارية والتأكد من دخول السوق المالية للاسهم السعودية داخل السوق الموازية بالسهم البرونزي والذهبي والفضي بالأوراق المالية ومساهمة المشاريع الإستثمارية
3. شركة السعودي اليمني للتمويل التأجيري والمتاجرة والتقسيط - تعمل الشركة في مساهمة التمويل التأجيري ومتاجرة فواتير المياه والكهرباء وتقسيط القروض بانشاء (صالة السعودي اليمني للمتاجرة والتقسيط والتمويل)
4. شركة السعودي اليمني للتحويل المحدودة - كويك ترانسفر للتحويل المحدودة سابقا - تعمل الشركة في الحوالات السريعة بأستخدام وبواسطة شبكة سريع (الشبكة السعودية للحوالات البنكية والمدفوعات)
5. الشركة الوطنية للتكافل (نتكافلكو)
6. شركة السعودي اليمني العقارية - هذه الشركة تساهم في تطوير أدارة الأصول العقارية بالأتجار بالبيوت والمنازل السكنية
7. الشركة العربية لتأجير المعدات الثقيلة والشاحنات والسيارات - هذه الشركة تعمل في تأجير المعدات الثقيلة والشاحنات والسيارات
8. المجموعة السعودية اليمنية لأنظمة المدفوعات الرقمية
9. مجموعة المحمل للأستثمار
10. الشركة السعودية اليمنية للإتصالات اللاسلكية (سايتلكو) - هذه الشركة تساهم في أجهزة النت بخدمات باقات الفوترة ورصيد الخدمة الدولية بأن يوجد إنشاء النغمات وغيرها من الخدمات اللاسلكية
11. الشركة الوطنية للشحن والنقل الجوي (نفاتلكو)
12. الشركة الوطنية للألياف البصرية والبوكسيات

## الحسابات
1. حساب المحفظة الجارية
2. حساب محفظة الأسرة
3. حساب المحفظة الاستثمارية
4. حساب محفظة الأدخار
5. حساب المحفظة البلاتينية
6. حساب بطاقات الدفع المسبق
7. حساب محفظة تيتانيوم
8. حساب المحفظة الماسية
9. حساب محفظة الأسترداد النقدي (كاش باك)
10. برنامج المكافأت
11. المصرفية الرقمية
12. مصرفية الشركات
13. المصرفية الخاصة
14. برنامج التميز الذهبي